# Eliseo Salvador Porta
Eliseo Salvador Porta (Tomás Gomensoro, Artigas, 13 de marzo de 1912 - Bella Unión, 11 de enero de 1972) fue un escritor, ensayista y médico uruguayo. En sus cuentos y novelas trató temas rurales e históricos uruguayos.

## Biografía
Cursó estudios secundarios en Artigas. En Montevideo obtuvo el título de Doctor en Medicina. También ejerció como docente de enseñanza secundaria y fue director fundador del Liceo de Tomás Gomensoro, su ciudad natal.
Como periodista, trabajó en los semanarios Época, Marcha, Guion y en la revista Asir. Obtuvo el premio del Ministerio de Instrucción Pública por su novela Intemperie y el primer premio del concurso del diario El País por Sabina.
A pesar de sus años de estudio, de periodismo y de ejercicio de su profesión en Montevideo, Eliseo Salvador Porta siempre se sintió más cercano a su tierra natal y a los temas rurales o históricos. Aníbal Alves dijo respecto a su obra: 

«En Montevideo su yo profundo siguió atado a las cálidas tierras del Norte, como lo prueban sus libros. Por su voluntad de arraigo en el interior, Porta esta más cerca de Morosoli que otros autores nacionales; pero mientras que el mágico minuano es un miniaturista del pincel, Porta tiene una vocación de epopeya y su pulso se acompasa con los grandes destinos que eligen. Aborda los grandes temas que propone la Naturaleza y la Historia: la sequía, las inundaciones, el Éxodo, la campaña de Guayabos.»

Buscó renovar la literatura tradicionalista uruguaya, o «autóctona» como él la llamaba, frente al auge de la de ambiente ciudadano en los años 1950. En ese sentido planteó, ante el desgaste y repetición de las corrientes realistas, que sería: «saludable reaccionar contra esa tendencia rememorativa, de la que por fuerza resulta un tono quejumbroso [...] Salvo excepciones, pocos escritores afectos al campo paran mientes en las grandezas y miserias de los arrozales, las cooperativas agrarias, las lecherías, el Instituto de Colonización, el empleo de máquinas, etc., etc.»
En septiembre de 1961, Ediciones de la Banda Oriental inició sus actividades editoriales con la publicación del ensayo Uruguay: Realidad y Reforma Agraria, de Eliseo Salvador Porta.

## Obras

### Poesía
- Estampas (Montevideo, 1943)

### Novela
- De aquel pueblo y sus alrededores (Montevideo, Letras, 1951)
- Con la raíz al sol (Montevideo, Asir, 1953)
- Ruta 3  (Montevideo, 1955)
- Intemperie (Montevideo, Ediciones de la Banda Oriental, 1963)
- Sabina (Montevideo, Nuevo Mundo, 1968)

### Cuentos
- Una versión del infierno (Montevideo, Populibros Disa, 1967)
- El padre y otros cuentos (Montevideo, Ediciones de la Banda oriental, 2000)

### Ensayo
- Artigas: valoración psicológica (Tomás Gomensoro, Edición de autor, 1958)
- Uruguay: realidad y reforma agraria (Montevideo, Ediciones de la Banda oriental, 1961)
- Marxismo y cristianismo (Montevideo, Ediciones de la Banda oriental, 1966)
- ¿Qué es la revolución? (Montevideo, Libros de la Pupila, 1969)